# سيدني سميث (كاتب)
سيدني سميث (بالإنجليزية: Sidney Smith)‏ هو كاتب أمريكي، ولد في 13 فبراير 1877 في بلومنجتون في الولايات المتحدة، وتوفي في 20 أكتوبر 1935 في شيكاغو في الولايات المتحدة بسبب حادث مرور.

## وصلات خارجية
- روبرت سميث على موقع IMDb (الإنجليزية)
- روبرت سميث على موقع قاعدة بيانات الفيلم (الإنجليزية)